# 徐秋鹗
徐秋鹗（1541年—？），字光祖，广西柳州衛官籍（马平县）直隶青阳县人，明朝政治人物。

## 生平
嘉靖三十七年（1558年）戊午科廣西鄉試第八名舉人，隆慶二年（1568年）登戊辰科三甲進士，選庶吉士。四年三月授礼部祠祭司主事，累升郎中，万历九年（1581年），接替蒋科任福建建宁府知府一职。十一年二月升任福建按察司副使，轉任浙江右參政。萬曆二十年，升任廣東按察使司副使。因久不赴任，二十一年十二月調簡僻。

## 家族
曾祖徐亨，知县赠通議大夫户部左侍郎。祖父徐钟淮，府同知，封資善大夫、赠通議大夫户部左侍郎。父徐養正，南京工部尚書。母李氏，封孺人、贈淑人。継母沈氏，封淑人。重庆下。兄徐一鹗，贡士；徐横鹗，百户。